# ایرنئوش پالینسکی
ایرنئوش پالینسکی (انگلیسی: Ireneusz Paliński؛ ۱۳ مه ۱۹۳۲ – ۹ ژوئیه ۲۰۰۶) وزنه‌بردار اهل لهستان بود.
وی در مسابقات کشوری و بین‌المللی در مجموع برندهٔ ۲ مدال طلا، ۴ مدال نقره، ۳ مدال برنز شده‌است.